# Reglamentación negociada
La elaboración de normas negociadas es un proceso del derecho administrativo estadounidense, utilizado por agencias federales, en el que representantes de una agencia gubernamental y los grupos de interés afectados negocian los términos de una norma administrativa propuesta. La agencia publica la regla propuesta en el Registro Federal y luego sigue el procedimiento habitual de elaboración de reglas de solicitar comentarios públicos, que se evalúan para su inclusión en la regla final.

## Orígenes
La reglamentación negociada, a veces abreviada como "neg reg" o "reg neg", surgió de manera más prominente a principios de los años 1980 debido a la preocupación de que los procedimientos tradicionales de reglamentación se habían vuelto demasiado conflictivos. John Dunlop, Secretario de Trabajo durante la presidencia de Gerald Ford, introdujo por primera vez la idea de involucrar formalmente a los intereses afectados en negociaciones sobre regulaciones federales en la década de 1970. En 1982, Phillip Harter, un experto en derecho administrativo, desarrolló aún más la idea del neg reg en un informe a la Conferencia Administrativa de los Estados Unidos y luego en un artículo de revisión del derecho, proponiendo la negociación como medio para aliviar el "malestar" que obstaculizaba el proceso existente. proceso de elaboración de normas federales. La Agencia de Protección Ambiental de Estados Unidos y el Departamento de Transporte de Estados Unidos fueron las primeras agencias en experimentar con la reglamentación negociada. Otras agencias se mostraron más reacias a intentarlo, preocupadas por su legalidad. Esas preguntas fueron respondidas cuando el Congreso de los Estados Unidos promulgó la Ley de Reglamentación Negociada de 1990 (Ley Neg Reg), "para alentar a las agencias a utilizar la reglamentación negociada cuando mejore el proceso de reglamentación informal". La Ley Neg Reg fue reautorizada en 1996 y ahora está incorporada a la Ley de Procedimiento Administrativo, en 5 USC §§ 561-570. <br> Como creyente en la eficacia de la neg reg, el presidente Clinton alentó a las agencias a utilizar este enfoque en la Orden Ejecutiva #12866 y en un Memorando Presidencial posterior.
Aunque solo una pequeña fracción de todas las regulaciones se ha desarrollado mediante reglamentación negociada, una variedad de agencias del gobierno federal han utilizado el procedimiento, incluidos los Departamentos de Educación, Vivienda y Desarrollo Urbano, Salud y Servicios Humanos, Interior, Trabajo y Transporte de EE. UU. y la Agencia de Protección Ambiental de EE. UU. Actualmente, la Ley de Educación Superior y la Ley de Autodeterminación y Asistencia para la Vivienda de los Nativos Americanos exigen una reglamentación negociada.

## Procedimiento
Por lo general, una agencia no tiene el mandato de utilizar una reglamentación negociada, sino que lo hace por elección propia. Su decisión de utilizar una reglamentación negociada no está sujeta a revisión por parte de los tribunales. Una agencia puede publicar una propuesta adoptada por su comité de negociación, pero la Ley de Reglamentación Negociada no lo exige.
La decisión de utilizar una reglamentación negociada se basa en una serie de factores, incluido si es probable que se pueda formar un comité equilibrado y si es razonable creer que el comité alcanzará una recomendación consensuada para una regla propuesta. También se consideran los recursos de la agencia.[cita requerida]
El uso de un convocante para determinar la viabilidad de emprender una reglamentación negociada está autorizado en virtud de la Ley de Reglamentación Negociada. Un coordinador también puede recomendar una lista de representantes de las partes interesadas para participar en el comité asesor de neg reg. A veces, la agencia compila su propia lista. Independientemente, los miembros propuestos del comité asesor y los temas a negociar se publican en el Registro Federal y están sujetos a comentarios públicos. Las personas que se sientan subrepresentadas en el comité pueden solicitar ser miembros.[cita requerida]
Las Neg Regs son facilitadas por un mediador de políticas públicas. Una vez establecido bajo la Ley del Comité Asesor Federal, el comité prepara un conjunto de reglas básicas, que incluyen la fecha límite del comité, la misión, las responsabilidades, los compromisos y una regla de decisión o definición de consenso. También se crea una lista final de las cuestiones que se van a negociar y se proporciona a los negociadores el material de referencia pertinente. Con el mediador de políticas públicas brindando enfoque y gestionando las negociaciones, el comité discute cada tema buscando acuerdos conceptuales, que el personal del gobierno redacta como texto regulatorio. Este borrador de texto es revisado y revisado hasta que se alcance un acuerdo de consenso tentativo. Si no se puede llegar a un consenso temprano, el equipo de redacción describe múltiples opciones discutidas. Cuando se alcanzan acuerdos provisionales sobre todos los temas, se verifica la coherencia de los acuerdos antes de lograr el consenso final. La elaboración de normas negociadas suele tardar entre seis meses y un año e implica reuniones de varios días, aproximadamente una vez al mes.

## Éxitos y críticas
En un estudio publicado en 1997, el profesor Cary Coglianese de la Facultad de Derecho de la Universidad de Pensilvania informó que la reglamentación negociada no proporcionó los beneficios que los defensores del procedimiento habían prometido, es decir, una disminución de los litigios y una reglamentación más expedita. En la agencia que había llevado a cabo la mayor cantidad de reglas desarrolladas con neg reg en el momento de su investigación - la EPA - el 50% de las reglas negociadas resultaron en litigios, en comparación con una tasa general cercana al 25%. Coglianese también descubrió que la reglamentación negociada no ahorraba tiempo a las agencias.<br /> En un artículo publicado en 2000, Philip Harter caracterizó la investigación de Coglianese como poseedora de fallas fundamentales, afirmando en particular que "aplica mal su propia metodología, mide incorrectamente la duración de varias negociaciones y no diferencia entre los diferentes tipos de impugnaciones judiciales a las reglas negociadas". En un artículo de respuesta, Coglianese refutó las críticas de Harter, afirmando que "Harter hace afirmaciones infundadas sobre el estudio [original], ignora los principios básicos del análisis empírico y continúa presentando afirmaciones audaces para la elaboración de reglas negociadas sin el respaldo de un análisis empírico confiable".
En un artículo posterior, la mediadora de políticas públicas Susan Podziba ha argumentado que la reglamentación negociada permite los beneficios de la interacción y la cooperación cara a cara. También afirmó que permite a todas las partes compartir información y aprovechar las diferentes habilidades de los miembros del comité. La investigación realizada por la Dra. Laura Langbein de la Escuela de Asuntos Públicos de la American University indicó que los encuestados percibieron que las reglas desarrolladas mediante neg reg eran de mejor calidad, más precisas y más oportunas que las reglas creadas mediante el proceso tradicional. Coglianese ha señalado varias limitaciones en el estudio Langbein 
Otra crítica a la reglamentación negociada es que subvierte el interés público porque los grupos de intereses especiales tienen demasiada influencia. El profesor Jody Freeman, de la Facultad de Derecho de Harvard, argumenta en contra de esta idea y afirma que la frase "interés público" es demasiado vaga para actuar como una variable en la evaluación de la reglamentación negociada.
En 2006, el Departamento del Interior de EE. UU. y la Agencia Pública de Protección Ambiental de EE. UU. copatrocinaron un taller para reflexionar sobre las lecciones aprendidas durante la elaboración de normas negociadas en el pasado llevadas a cabo en todo el gobierno federal. Según los materiales de antecedentes preparados para el taller, entre 1996 y 2005 se negociaron más de 30 normas federales, incluida la Ley Que Ningún Niño se Quede Atrás, las Regulaciones para Vehículos Todoterreno en la Costa Nacional de Cape Cod y las Normas de Seguridad de los Trabajadores para el Uso de Grúas y Torres de perforación en construcción.